# Santa Cruz del Valle (Jalisco)
Santa Cruz del Valle es una localidad del estado mexicano de Jalisco. Es parte del municipio de Tlajomulco de Zúñiga.

## Toponimia
El nombre «Santa Cruz» hace referencia al patronazgo de la localidad: la Santa Cruz de Cristo. El término «del Valle» distingue a la localidad de las poblaciones vecinas de Santa Cruz de la Loma y Santa Cruz de las Flores.

## Demografía
| Gráfica de evolución demográfica |
|                                  |

| Censo | Población |
| ----- | --------- |
| 1900  | 703       |
| 1910  | 663       |
| 1921  | —         |
| 1930  | 536       |
| 1940  | 463       |
| 1950  | 750       |
| 1960  | 913       |
| 1970  | 2 041     |
| 1980  | 2 406     |
| 1990  | 4 498     |
| 2000  | 13 908    |
| 2010  | 26 866    |
| 2020  | 30 849    |